# Yuki Hamano
Yuki Hamano (濵野 勇気 Hamano Yuki?, nacido el 23 de junio de 1978 en Kagoshima) es un exfutbolista japonés. Jugaba de defensa y su último club fue el Toyama Shinjo Club de Japón.

## Trayectoria

### Clubes
| Club               | País  | Año         |
| ------------------ | ----- | ----------- |
| Kataller Toyama    | Japón | 2001 - 2010 |
| Toyama Shinjo Club | Japón | 2011        |